# Rörålar
Rörålar (Heterocongrinae) är en underfamilj till familjen havsålar. Den största artrikedomen finns i Indiska oceanen och Oceanien, men flera arter förekommer även i Karibien och varmare delar av Atlanten och Stilla havet. Namnet ”rörålar” kommer av att de gräver gångar i botten som de lever i för att skydda sig mot rovdjur. För att fånga föda sticker de upp huvudet för att spana om det kommer något byte i närheten. På engelska kallas de garden eels (trädgårdsålar) eftersom de gärna lever i stim. Många rörålar som sticker upp huvudet ser då ut som växter i en trädgård. De största arterna kan bli upp till 120 cm långa, men de flesta blir inte ens hälften så långa.

## Släkten och arter
- Gorgasia
  - Gorgasia barnesi
  - Gorgasia cotroneii
  - Gorgasia galzini
  - Gorgasia hawaiiensis
  - Gorgasia inferomaculata
  - Gorgasia japonica
  - Gorgasia klausewitzi
  - Gorgasia maculata
  - Gorgasia naeocepaea
  - Gorgasia preclara
  - Gorgasia punctata
  - Gorgasia sillneri
  - Gorgasia taiwanensis
  - Gorgasia thamani
- Heteroconger
  - Heteroconger balteatus
  - Heteroconger camelopardalis
  - Heteroconger canabus
  - Heteroconger chapmani
  - Heteroconger cobra
  - Heteroconger congroides
  - Heteroconger digueti
  - Heteroconger enigmaticus
  - Heteroconger hassi
  - Heteroconger klausewitzi
  - Heteroconger lentiginosus
  - Heteroconger longissimus
  - Heteroconger luteolus
  - Heteroconger mercyae
  - Heteroconger obscurus
  - Heteroconger pellegrini
  - Heteroconger perissodon
  - Heteroconger polyzona
  - Heteroconger taylori
  - Heteroconger tomberua
  - Heteroconger tricia